# Pueblo de misión

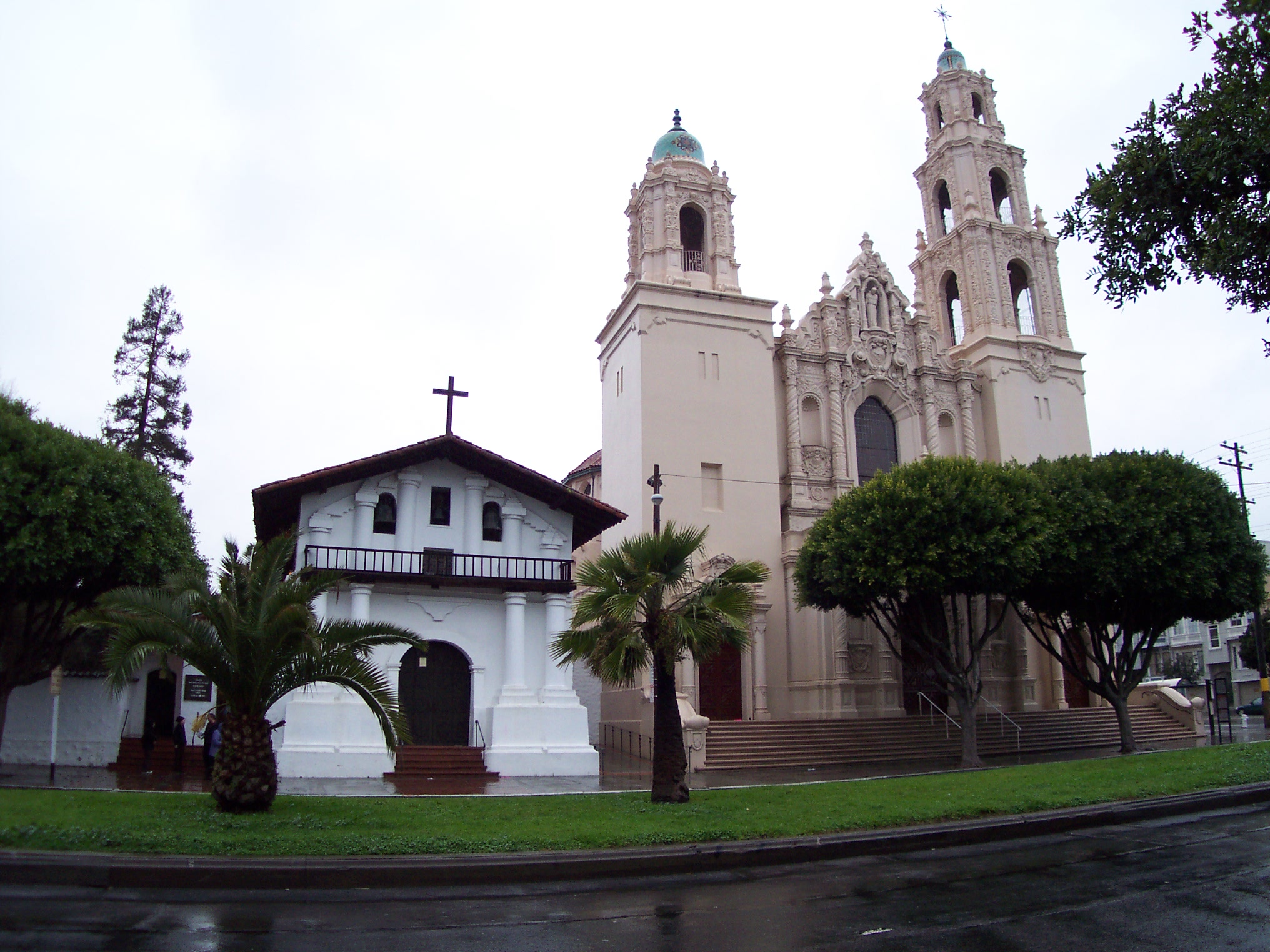
San Francisco de Asís, Misión Dolores (a la izquierda) fundada en San Francisco por los misioneros franciscanos procedentes de la isla de Mallorca, que construyeron los 21 pueblos de misión del Camino Real de California entre San Diego y Sonoma.

Se llaman pueblos de misión a los fundados por misioneros de diversas congregaciones (dominicos, franciscanos, capuchinos, jesuitas y otras) con población mayoritariamente indígena durante la época colonial en América. Los misioneros se establecían en una zona y trataban de atraer a los indígenas quienes, trabajando en cayapa (trabajo cooperativo entre los indígenas) podían llegar a construir viviendas sólidas y pueblos de acuerdo con las especificaciones dictadas en las ordenanzas de Felipe II del siglo XVI. Centenares y hasta miles de poblaciones surgieron de esta manera en todo el continente americano. Muchas de estas poblaciones se iniciaban con la labor evangelizadora de los misioneros y después llegaban colonos, pobladores procedentes de la península ibérica, de las islas Canarias o de las ciudades pioneras que se fundaron en los primeros tiempos. 
En un principio eran enviados a las zonas más remotas del continente y dejaban sentadas las bases para el establecimiento de la vida colonial hispanoamericana, con el desarrollo de la agricultura, la difusión de la ganadería (desconocida en América), la introducción de plantas de cultivo (naranjos, dátiles, almendros, etc.). Uno de los ejemplos más notables de este proceso de ocupación por etapas por parte de los misioneros españoles está en la creación de las 21 misiones del Camino Real de California durante el siglo XVIII o El Camino Real de Tierra Adentro.estas ciudades se edificaron con el fin de someter a los indígenas seminómadas.
Los misioneros españoles acompañaron desde un principio a las expediciones de conquista y colonización de los españoles y portugueses en el continente americano. Su intervención tuvo diversas formas, principalmente acompañando a los soldados que se encargaban de la conquista del territorio o a los colonos en lugares agrícolas y ganaderos y, sobre todo, por iniciativa propia a nombre de la congregación a la que pertenecían. Es en este último caso, en el que su expedición (generalmente realizada por un corto número de misioneros) se encargaba de la fundación de pueblos de misión después de haber reclutado a algunos indígenas. Muchos misioneros resultaron víctimas durante las luchas de la época de la conquista, como lo explica Eduardo Röhl en su obra póstuma Historia de las ciencias geográficas en Venezuela, al referirse a la muerte del Padre José Gumilla por los soldados tratando de defender a los indios betoyes en un pueblo de misión que el mismo había fundado en lo que ahora es el Estado Apure (Venezuela). La muerte del Padre Gumilla guarda un paralelismo con la película La misión ya que en ambos casos, la expulsión de los jesuitas vino a precipitar la suerte de los misioneros y de la obra que realizaron.
Por otra parte, también los misioneros sufrieron en carne propia tanto los excesos y crueldades que los soldados y conquistadores cometieron con los indígenas, como las propias acciones de respuesta bélica de los indígenas, sobre todo en un principio. Es así por lo que la fundación de Cumaná en la que intervinieron los primeros misioneros en el continente en 1516 (de aquí que se denomine a Cumaná como la Primogénita del continente) resultó destruida por los indígenas, muriendo los misioneros y solo vino a ser refundada como Nueva Toledo unos años después.

## sigloXVI

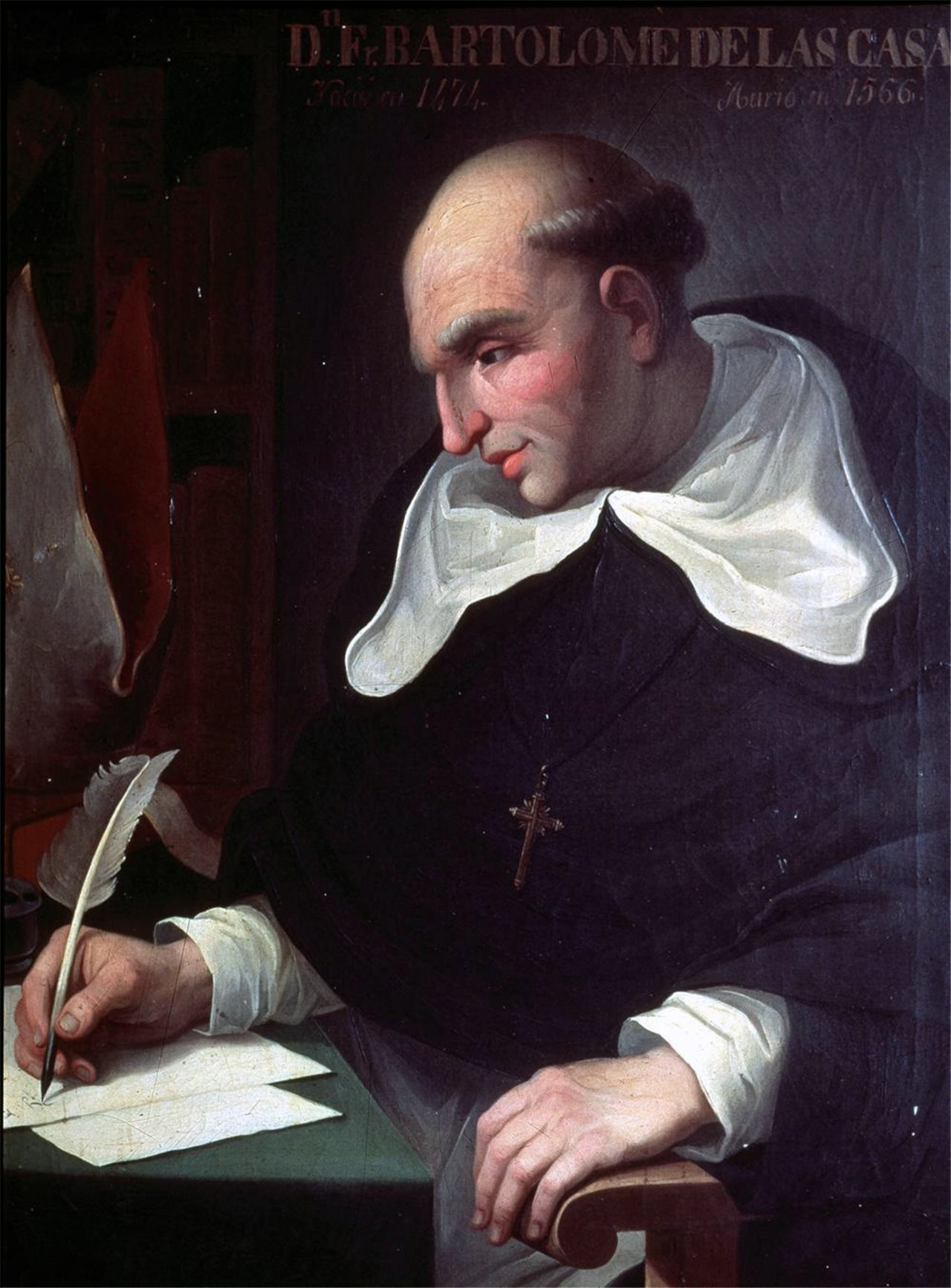
Fray Bartolomé de Las Casas.

Aunque los misioneros españoles ya acompañaron a los barcos de Colón en sus primeros viajes del siglo XV, no es sino hasta el siglo XVI cuando comienza la verdadera penetración misionera en América con la fundación de numerosos pueblos con población indígena dedicados desde un principio a las tareas agrícolas y que se convertían en centros de evangelización y alfabetización a través de las escuelas. Los primeros pueblos de misión fueron fundados por los dominicos, tanto en las Antillas como en el continente (Venezuela). Aunque los primeros años fueron muy duros, tanto para los indígenas como para los misioneros, en pocos años la situación cambió, gracias a la actuación de algunos misioneros que se destacaron en su apología de la población autóctona, y a través de los nuevos libros de corte humanista (derecho de gentes) que venían publicándose en España. Se destaca en esta acción Fray Bartolomé de las Casas quien, a través de su obra Brevísima relación de la destrucción de las Indias logró la abolición de la esclavitud entre los indios y un nuevo trato más humanista para ellos.

## sigloXVII

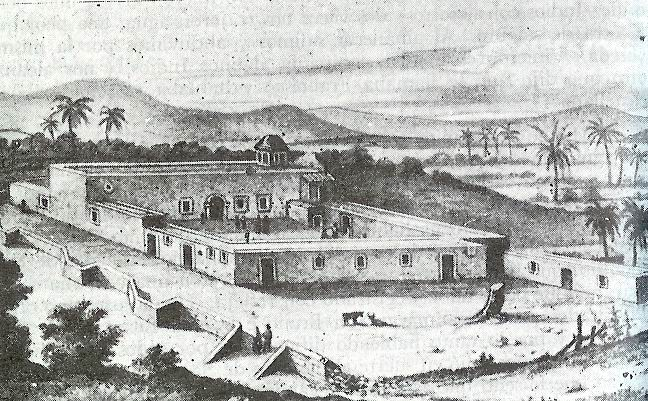
La misión de Nuestra Señora de Loreto, fundada en 1697 y ubicada en la costa oriental de la península de la Baja California, constituyó el punto de partida para la fundación de todos los pueblos de misión de la Baja y Alta California.

El siglo XVII es la época de consolidación colonial de España en América y el siglo en el que comienza a desarrollarse la fundación de misiones en todo el continente. Durante este período se fundan misiones en territorios agrícolas sin riquezas minerales, que eran prácticamente desechados por los conquistadores, cuyo poblamiento se concentraba en las zonas marítimas o mineras más importantes económicamente.

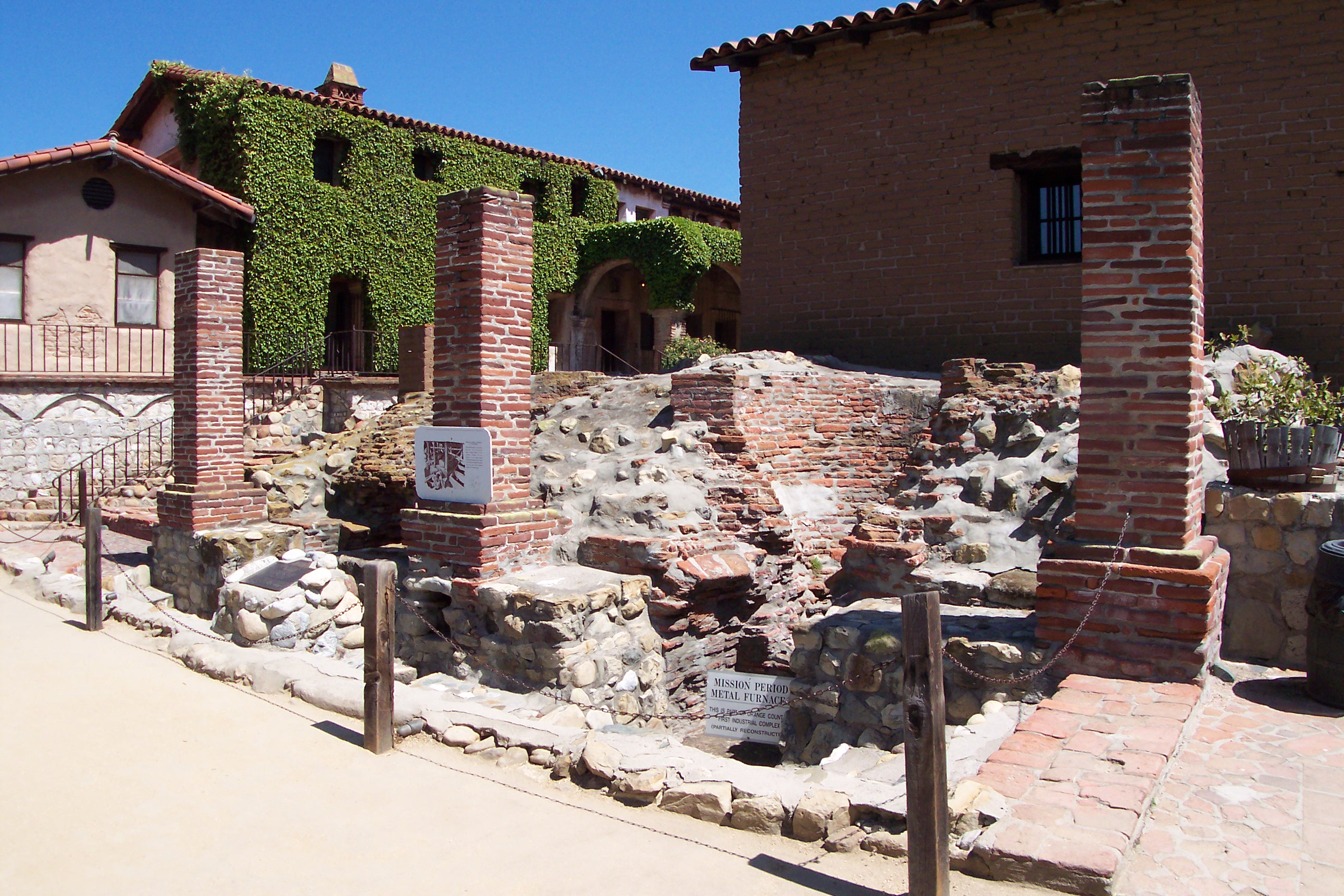
Ruinas de la forja catalana en la Misión de San Juan de Capistrano, en California

## ElsigloXVIII
En muchas partes de América, el siglo XVIII representó el apogeo de la obra misionera en América. Diversas congregaciones misioneras, como los franciscanos mallorquines en California o los capuchinos catalanes en la provincia de la Nueva Barcelona (Venezuela), fundaron establecimientos misioneros que dieron pie a la aparición de ciudades que fueron creciendo y prosperando gracias a la introducción de nuevas tecnologías, tanto agrícolas como industriales y de construcción. Un ejemplo de estas tecnologías es la metalurgia del hierro gracias al establecimiento de las forjas catalanas, de las que quedan restos a lo largo del Camino Real de California, el cual unió a 21 pueblos de misión establecidos en el actual estado de California en los Estados Unidos bastante antes de la Independencia de este país.